# Coppa Italia di Serie A2 2013-2014 (calcio a 5)
La quindicesima edizione della Coppa Italia riservata alle formazioni di Serie A2, ufficialmente chiamata Eos Village Cup per ragioni di sponsorizzazione, è stata disputata dal 7 al 9 marzo del 2014 con regolamento invariato rispetto all'edizione precedente. Il torneo è stato organizzato per la prima volta da due società e non una sola ovvero Cagliari Futsal e Futsal Città di Sestu. Si è giocato nei Palasport comunali di Quartu Sant'Elena, sede della finale, e Sestu che ospiterà le partite dei quarti di finale e le due semifinali. Alla manifestazione sono qualificate d'ufficio le prime quattro squadre classificate di ciascun raggruppamento al termine del girone d'andata ovvero:
| Girone A | Girone A     | Girone B | Girone B |
| 1        | New Team FVG | 1        | Latina   |
| 2        | Sestu        | 2        | Fabrizio |
| 3        | Cagliari     | 3        | Orte     |
| 4        | PesaroFano   | 4        | Fuente   |

## Formula
Il Torneo si svolgerà con gare ad eliminazione diretta di sola andata denominate Quarti di Finale, Semifinali e Finale. Qualora, alla fine dei tempi regolamentari, le gare valevoli per i quarti di finale e/o le gare di semifinale, si concludano con un risultato di parità, la vincente verrà determinata dai tiri di rigore. Limitatamente alla gara di finale, in caso di parità al termine del tempo regolamentare, verranno disputati due tempi supplementari di 5 minuti ciascuno. In caso di ulteriore parità la vittoria della manifestazione si assegnerà tramite i tiri di rigore.

### Sorteggio
Il sorteggio è stato effettuato martedì 18 febbraio alle ore 11:00 presso gli uffici della Divisione Calcio a 5 a Roma, in presenza dei rappresentanti delle Società "A.S.D. Latina
Calcio a 5", "U.S.D. Fabrizio C5", "A.S.D. Orte C5", "A.S.D. Fuente Lucera". Le otto squadre qualificate sono state divise in quattro gruppi da due secondo il loro piazzamento nel girone di andata del campionato nei rispettivi Gironi (A-B). Il sorteggio esclude incroci tra squadre dello stesso girone, obbligando incroci tra le squadre classificatesi al primo e secondo posto di un girone con quelle classificatesi al terzo e quarto posto dell'altro.

## Limiti di partecipazione dei calciatori in relazione all'età
Nelle gare di Coppa Italia di A2 è fatto obbligo alle Società di impiegare almeno 6 calciatori, di cui almeno due nati successivamente al 31 dicembre 1991 e due nati successivamente al 31 dicembre 1987, che siano stati tesserati per la FIGC prima del compimento del 18º anno di età, con tesseramento valido, non revocato e/o non annullato o, in alternativa, che siano cittadini italiani che abbiano assunto il primo tesseramento con la FIGC entro la data del 30 giugno 2013 non essendo stati precedentemente tesserati per Federazione estera. Nelle stesse gare è inoltre fatto obbligo di impiegare almeno 3 (tre) calciatori che siano cittadini italiani di cui almeno 1 (uno) nato dal 1º gennaio 1992.

## Tabellone
|  | Quarti di finale | Quarti di finale | Quarti di finale |          |            | Semifinali | Semifinali | Semifinali |  |  | Finale | Finale | Finale |  |
|  |                  |                  |                  |          |            |            |            |            |  |  |        |        |        |  |
|  | Fabrizio         | Fabrizio         | 1                |          |            |            |            |            |  |  |        |        |        |  |
|  | Fabrizio         | Fabrizio         | 1                |          |            |            |            |            |  |  |        |        |        |  |
|  | PesaroFano       | PesaroFano       | 2                |          |            |            |            |            |  |  |        |        |        |  |
|  | PesaroFano       | PesaroFano       | 2                |          | PesaroFano | PesaroFano | 4          |            |  |  |        |        |        |  |
|  |                  |                  |                  |          | PesaroFano | PesaroFano | 4          |            |  |  |        |        |        |  |
|  |                  |                  | Cagliari         | Cagliari | 2          |            |            |            |  |  |        |        |        |  |
|  | Latina           | Latina           | Cagliari         | Cagliari | 2          | 3 (5)      |            |            |  |  |        |        |        |  |
|  | Latina           | Latina           |                  |          |            |            |            |            |  |  |        |        |        |  |
|  | Cagliari         | Cagliari         | 3 (7)            |          |            |            |            |            |  |  |        |        |        |  |
|  | Cagliari         | Cagliari         | 3 (7)            |          | PesaroFano | PesaroFano | 2          |            |  |  |        |        |        |  |
|  |                  |                  |                  |          |            |            |            |            |  |  |        |        |        |  |
|  |                  |                  | Fuente           | Fuente   | 3          |            |            |            |  |  |        |        |        |  |
|  | New Team FVG     | New Team FVG     | Fuente           | Fuente   | 3          | 4          |            |            |  |  |        |        |        |  |
|  | New Team FVG     | New Team FVG     |                  |          |            |            |            |            |  |  |        |        |        |  |
|  | Fuente           | Fuente           | 5                |          |            |            |            |            |  |  |        |        |        |  |
|  | Fuente           | Fuente           | 5                |          | Fuente     | Fuente     | 0 (4)      |            |  |  |        |        |        |  |
|  |                  |                  |                  |          | Fuente     | Fuente     | 0 (4)      |            |  |  |        |        |        |  |
|  |                  |                  | Orte             | Orte     | 0 (3)      |            |            |            |  |  |        |        |        |  |
|  | Sestu            | Sestu            | Orte             | Orte     | 0 (3)      | 0          |            |            |  |  |        |        |        |  |
|  | Sestu            | Sestu            |                  |          |            |            |            |            |  |  |        |        |        |  |
|  | Orte             | Orte             | 1                |          |            |            |            |            |  |  |        |        |        |  |

## Risultati

### Quarti di finale
| Arbitri: | Andrea Campi (Ciampino) Daniele Ferretti (Roma 1) |
| Crono:   | Filippo Bortolato (Cagliari)                      |

|                |           |                               |
| Ariati 38'23’’ | Marcatori | 3'16’’ Sgolastra 36'29’’ Melo |

| Arbitri: | Emanuele Pino Frangione (Bernalda) Nicola Salvalaggio (Castelfranco Veneto) |
| Crono:   | Lorenzo Di Guilmi (Vasto)                                                   |

|                                        |                      |                                                  |
| Menini 0'18’’, 35'02’’ Avellino 2'46’’ | Marcatori            | 7'15’’ Ruggiu 34'06’’ Barbarossa 37'34’’ Cavalli |
| Avellino Menini Battistoni Mocellin    | Tiri di rigore 2 – 4 | Alan Ruggiu Serginho Cavalli                     |

| Arbitri: | Daniele Di Resta (Roma 2) Michele Bensi (Grosseto) |
| Crono:   | Marco Solinas (Cagliari)                           |

|                                                        |           |                                                                             |
| Teixeira 18'17’’, 21'57’’ Mordej 22'14’’ Čujec 39'42’’ | Marcatori | 14'25’’ B. Rossa 25'49’’, 28'28’’ Sanna 30'04’’ Ferreyra 38'46’’ Leandrinho |

| Arbitri: | Vincenzo Tafuro (Brindisi) Giovanni Beneduce (Nola) |
| Crono:   | Donato Lazzizzera (Sesto San Giovanni)              |

|  |           |                    |
|  | Marcatori | 38'48’’ De Nichile |

### Semifinali
| Arbitri: | Francesco Paolo Spinazzola (Barletta) Salvatore Minichini (Ercolano) |
| Crono:   | Stefano Zuddas (Cagliari)                                            |

|                                                        |           |                                 |
| Tres 7'13’’ Sgolastra 17'52’’, 18'49’’ Anzolin 39'08’’ | Marcatori | 10'48’’ Ruggiu 32'14’’ Serginho |

| Arbitri: | Lorenzo Cursi (Jesi) Ferruccio Prisma (Crotone) |
| Crono:   | Stefano Pani (Oristano)                         |

|                                           |                      |                                               |
| Guinho Sanna Leandrinho Ferreyra B. Rossa | Tiri di rigore 4 – 3 | De Nichile Sampaio Montagna Paolucci Vendrame |

### Finale
| Arbitri: | Marco Brasi (Seregno) Vincenzo Brischetto (Acireale) Luca Di Stefano (Albano Laziale) |
| Crono:   | Stefano Mezzadri (Parma)                                                              |

| |            | |
| Melo 26'17’’, 33'33’’ | Marcatori  | 14'13’’ Sanna 39'27’’ Leandrinho 49'15’’ (aut.) Melo |
| Javier Corvatta Felipe Tonidandel Nico Sgolastra Jonatas Melo Rudinei Tres Andrea Ganzetti Nicolas Pieri Giovanni Ditommaso Diego Ugolini Giovanni Anzolin Thomas Baldelli Alex Bacciaglia | Formazioni | · Jonatan De Melo · Leandrinho · Guinho · Bruno Rossa · Rafael Sanna · Dario Piccinno · Francesco De Cillis · Damian Ferreyra · Alberto Laccetti · Giuseppe Montedoro · Lorenzo Gesualdi · Marco Monopoli |
| Roberto Osimani | Allenatori | Michele Pio Grassi |

## Classifica marcatori
| Gol |  |  | Giocatore        | Squadra      |
| --- |  |  | ---------------- | ------------ |
| 3   |  |  | Jonatas Melo     | PesaroFano   |
| 3   |  |  | Rafael Sanna     | Fuente       |
| 3   |  |  | Nico Sgolastra   | PesaroFano   |
| 2   |  |  | Leandrinho       | Fuente       |
| 2   |  |  | Gustavo Menini   | Latina       |
| 2   |  |  | Luca Ruggiu      | Cagliari     |
| 2   |  |  | Rodrigo Teixeira | New Team FVG |
| 1   |  |  | Giovanni Anzolin | PesaroFano   |
| 1   |  |  | Joel Ariati      | Fabrizio     |
| 1   |  |  | Luciano Avellino | Latina       |

| Gol |  |  | Giocatore         | Squadra      |
| --- |  |  | ----------------- | ------------ |
| 1   |  |  | Andrea Barbarossa | Cagliari     |
| 1   |  |  | Bruno Cavalli     | Cagliari     |
| 1   |  |  | Kristjan Čujec    | New Team FVG |
| 1   |  |  | Daniel De Nichile | Orte         |
| 1   |  |  | Damian Ferreyra   | Fuente       |
| 1   |  |  | Rok Mordej        | New Team FVG |
| 1   |  |  | Bruno Rossa       | Fuente       |
| 1   |  |  | Serginho          | Cagliari     |
| 1   |  |  | Rudinei Tres      | PesaroFano   |